# Nová Pec (stacja kolejowa)
Nová Pec – stacja kolejowa w miejscowości Nová Pec, w kraju południowoczeskim, w Czechach. Znajduje się na linii 194 Czeskie Budziejowice – Černý Kříž, na wysokości 730 m n.p.m..  

## Linie kolejowe
- 194: Czeskie Budziejowice – Černý Kříž